# 세시아강
세시아강(이탈리아어: Sesia, 라틴어: Sesites 또는 Sessites)은 이탈리아 북서부의 피에몬테주에 강으로 포강의 지류이다.

## 지리
세시아강의 근원은 스위스 국경에 있는 몬테 로사의 빙하이다. 이 빙하는 고산 계곡 발세시아와 마을 발랄로 세시아, 콰로나, 보르고세시아 및 베르첼리를 통해 흘러간다. 세시아강은 카살레 몬페라토 근처의 포강으로 흘러나간다.

## 지류
- 왼쪽 지류:
  - 세르멘자
  - 마스타로네
  - 파스코네
  - 스트로나 디 발두지아
- 오른손 지류:
  - 소르바
  - 세세라
  - 세르보
  - 나비글리오 디 이브레아
  - 보나
  - 마르코바
  - 로자 스투라

## 스포츠와 레저
카약 타기로 유명한 강으로 2001년 유럽 선수권 대회와 2002년 세계 선수권 대회를 개최했다.